# Valla kyrka, Bohuslän

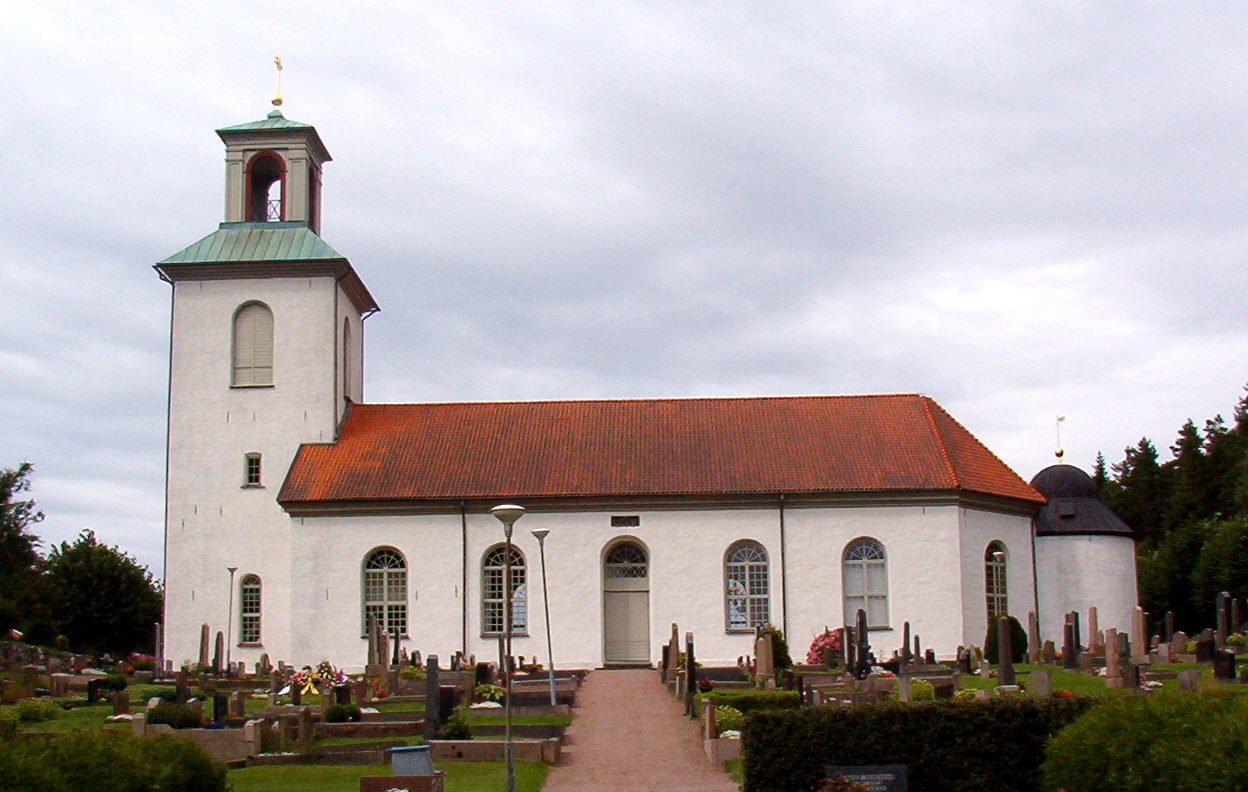
Valla kyrka

Valla kyrka ligger i Tjörns kommun. Den tillhör Valla församling i Göteborgs stift.

## Kyrkobyggnaden
Valla nuvarande kyrka uppfördes 1859-1861. Det är en hallkyrka av sten med torn och tresidigt kor, ritad av Ludvig Hedin och uppförd av Sandhultsbyggmästaren Andreas Persson, Erikstorp, Bollebygd. Tidigare fanns en medeltida kyrka av sten på platsen, som revs med undantag av gravkoret, vilket infogades i den nya kyrkan.

### Hvidtfeldtska gravkoret
Det Huitfeldtska gravkoret (se bild) uppfördes 1663-1664 för adelsdamen Margareta Huitfeldt och hennes familj, som hade sina godsegendomar på Tjörn där herrgården Sundsby på ön Mjörn vid norra Tjörn var sätesgård.

## Inventarier

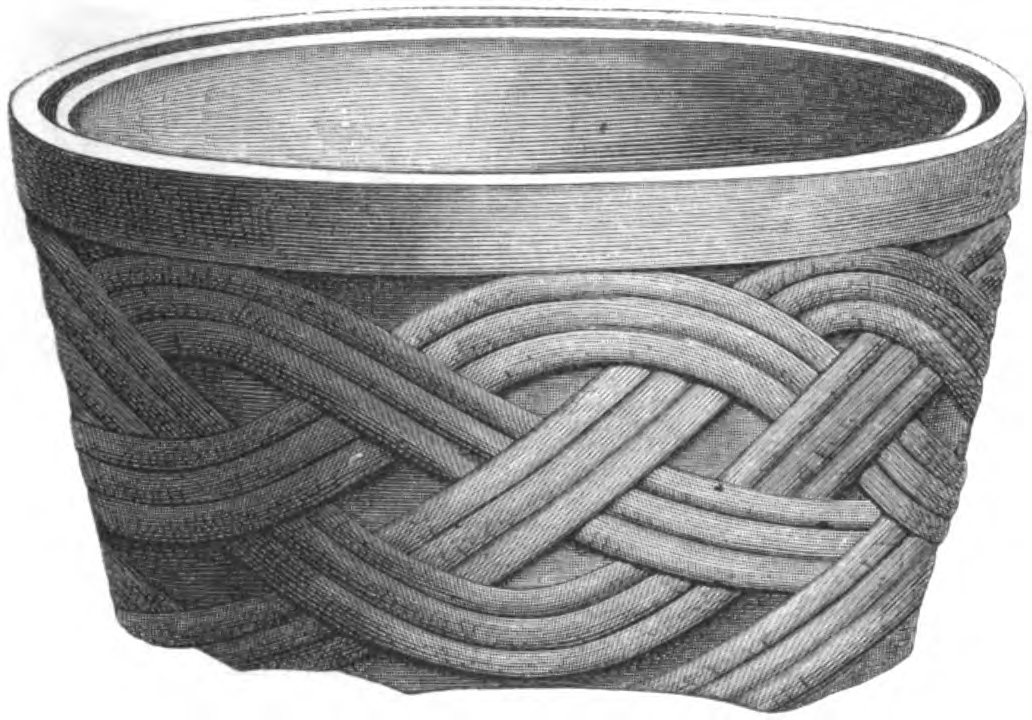
Dopfunten.

Dopfunt av täljsten från 1100-talet i två delar. Höjd: 60 cm. Cuppan rund och karformad, nedåt något skrånande. Den är försedd med dekorativa flätmönster. Foten är en odekorerad plint. Uttömningshål i funtens mitt. Den tillhör en grupp funtar tillverkade av mästarna Sven och Torbjörn. Den är svårt skadad och cuppans botten saknas. Den donerades 1872 till Göteborgs museum
- Altaruppsatsen från 1663 är en gåva från Margareta Huitfeldt och utförd av Hans Schwandt.
- Predikstolen, liksom huvuddelen av altarringen och läktarbarriären härstammar från den gamla kyrkan.
- Läktarbarriären har målningar som förställer Jesus och apostlarna utförda av Lars Holm 1741.

### Klockor
Lillklockan är av senmedeltida typ med klumpig och ojämn yta. Den saknar inskrifter.

## Orgel
- 1878 byggde Salomon Molander & Co, Göteborg en mekanisk orgel med 10 stämmor.
- 1933 byggde John Grönvall Orgelbyggeri, Lilla Edet en orgel med 15 stämmor.
- Den nuvarande orgeln byggdes 1972 av Olof Hammarbergs Orgelbyggeri AB, Göteborg och är en mekanisk orgel. Fasaden är från 1878 års orgel. Några av Molanders orgelstämmor fick vara kvar och fasaden blev ljudande. Instrumentet har 22 stämmor disponerade enligt nedan.[3]

| Huvudverk I C-g3                    | Svällverk II C-g3   | Pedal C-f1              | Koppel |  |
| Principal 8' (1879)                 | Gedakt 8'           | Subbas 16'              | I/P    |  |
| Rörflöjt 8'                         | Fugara 8' (1879)    | Principalbas 8' (1879)  | II/P   |  |
| Oktava 4'                           | Principal 4' (1879) | Gedaktbas 8'            | II/I   |  |
| Koppelflöjt 4'                      | Rörflöjt 4'         | Oktavbas 4' (Koralbas?) |        |  |
| Oktava 2' (1879)                    | Waldflöjt 2'        | Fagott 16'              |        |  |
| Sesquialtera II ch. 2 2/3' + 1 3/5' | Nasat 1 1/3'.       | Trumpet 4'              |        |  |
| Mixtur IV ch.                       | Scharf III ch       |                         |        |  |
| Trumpet 8'                          | Hautbois 8'         |                         |        |  |
|                                     | Tremulant           |                         |        |  |
|                                     | Crescendosvällare   |                         |        |  |

## Bilder

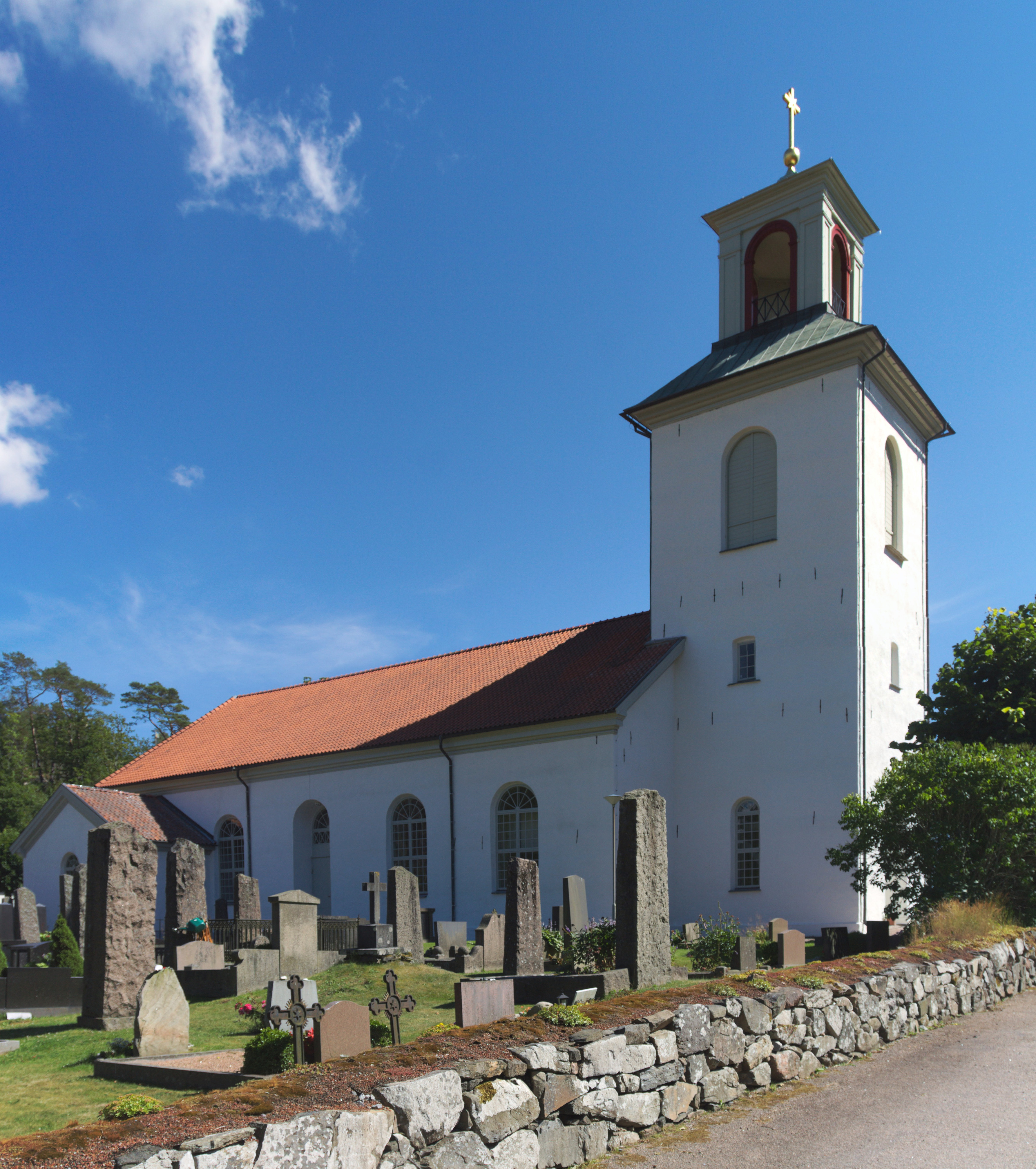
Exteriör
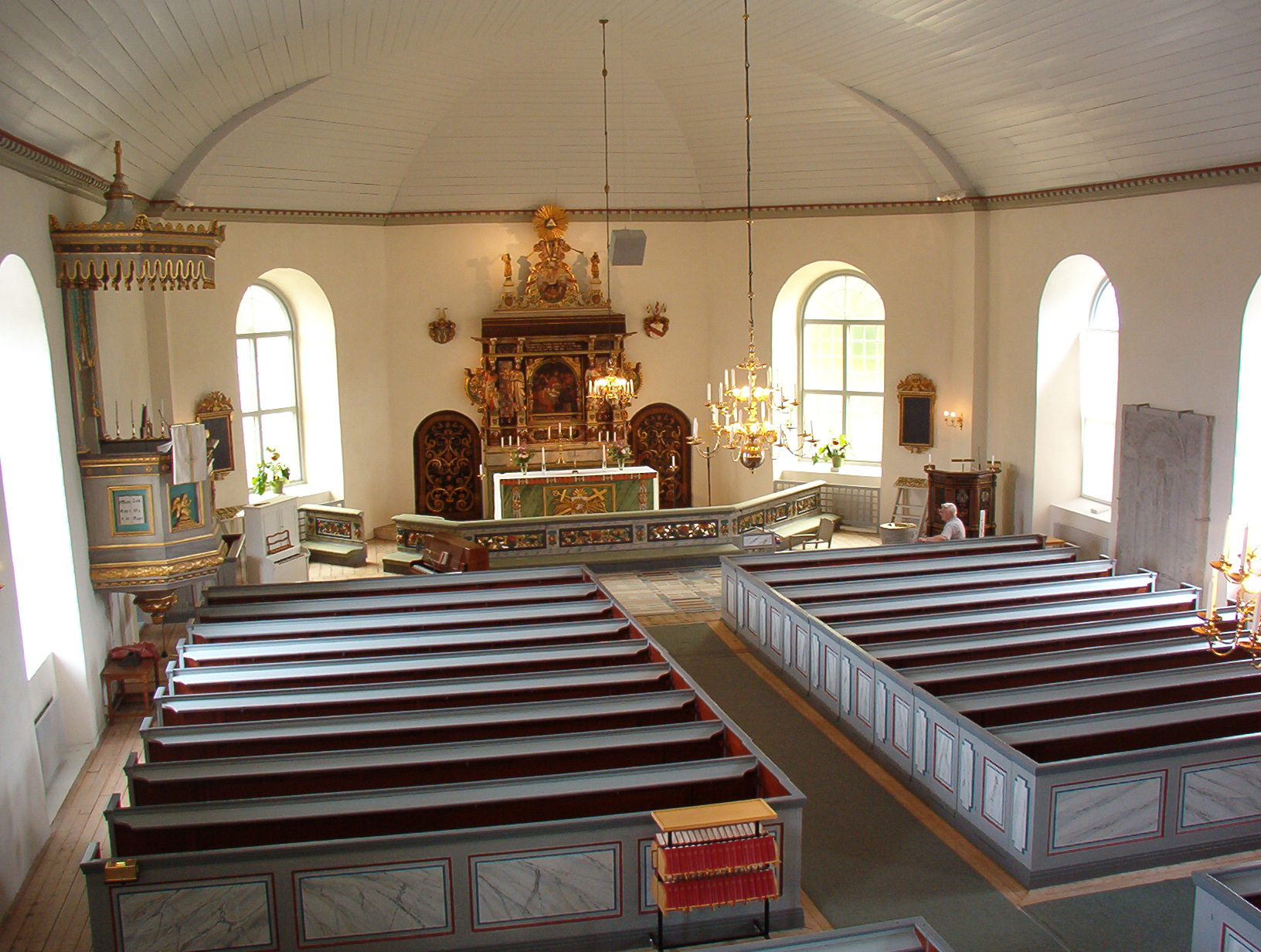
Interiör
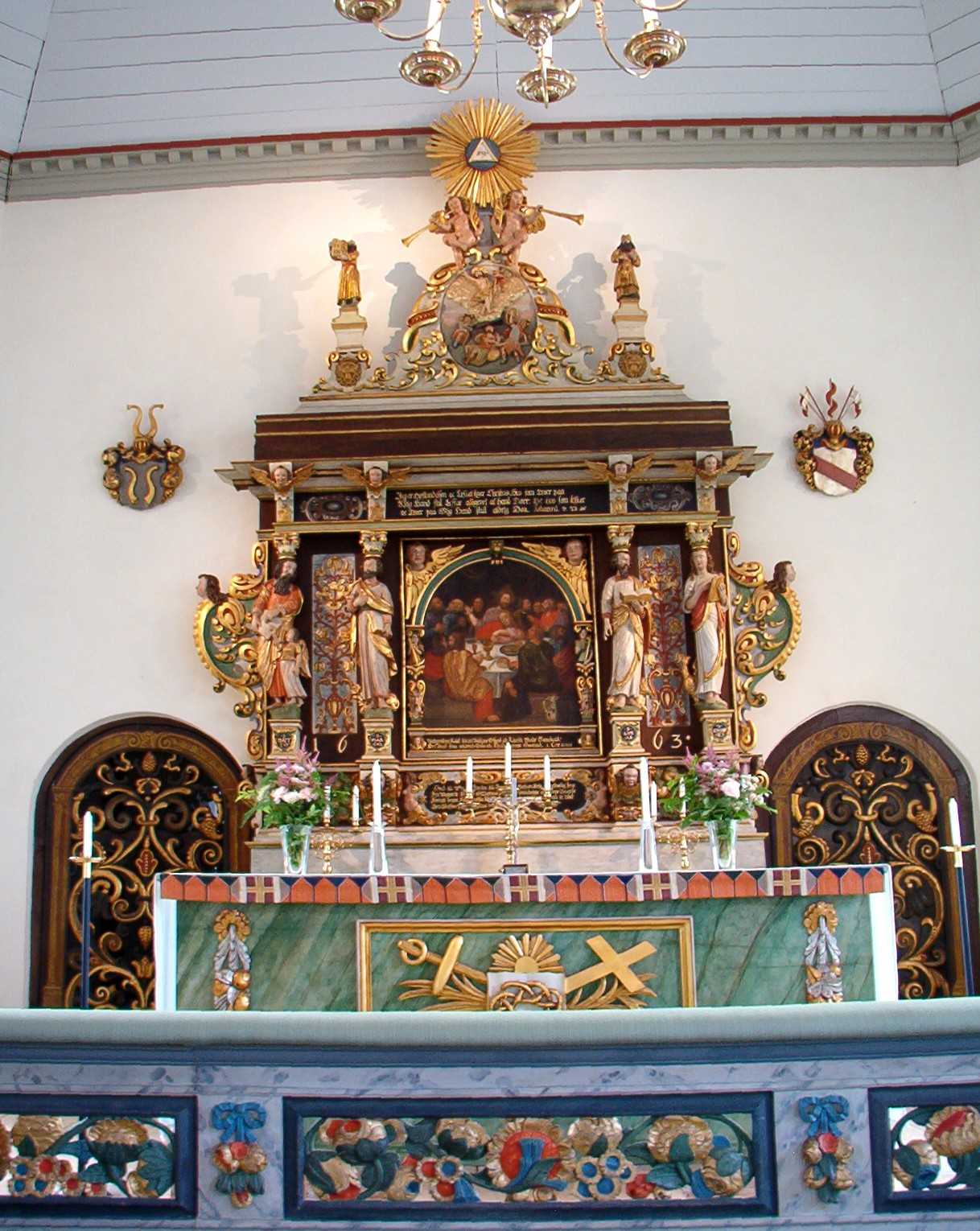
Koret. På var sin sida om altaret leder en dörr in till Huitfeldtska gravkoret
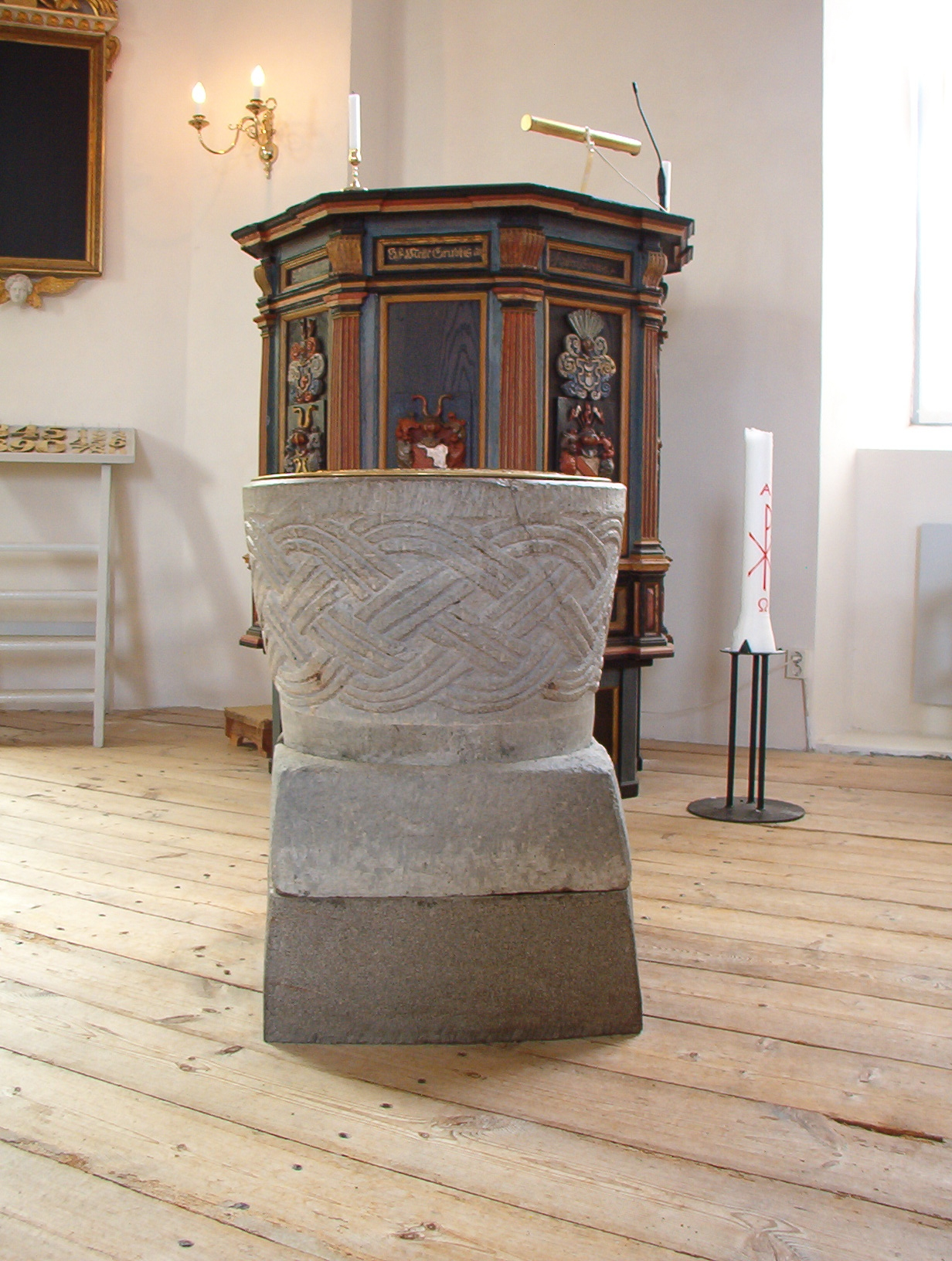
Dopfunt
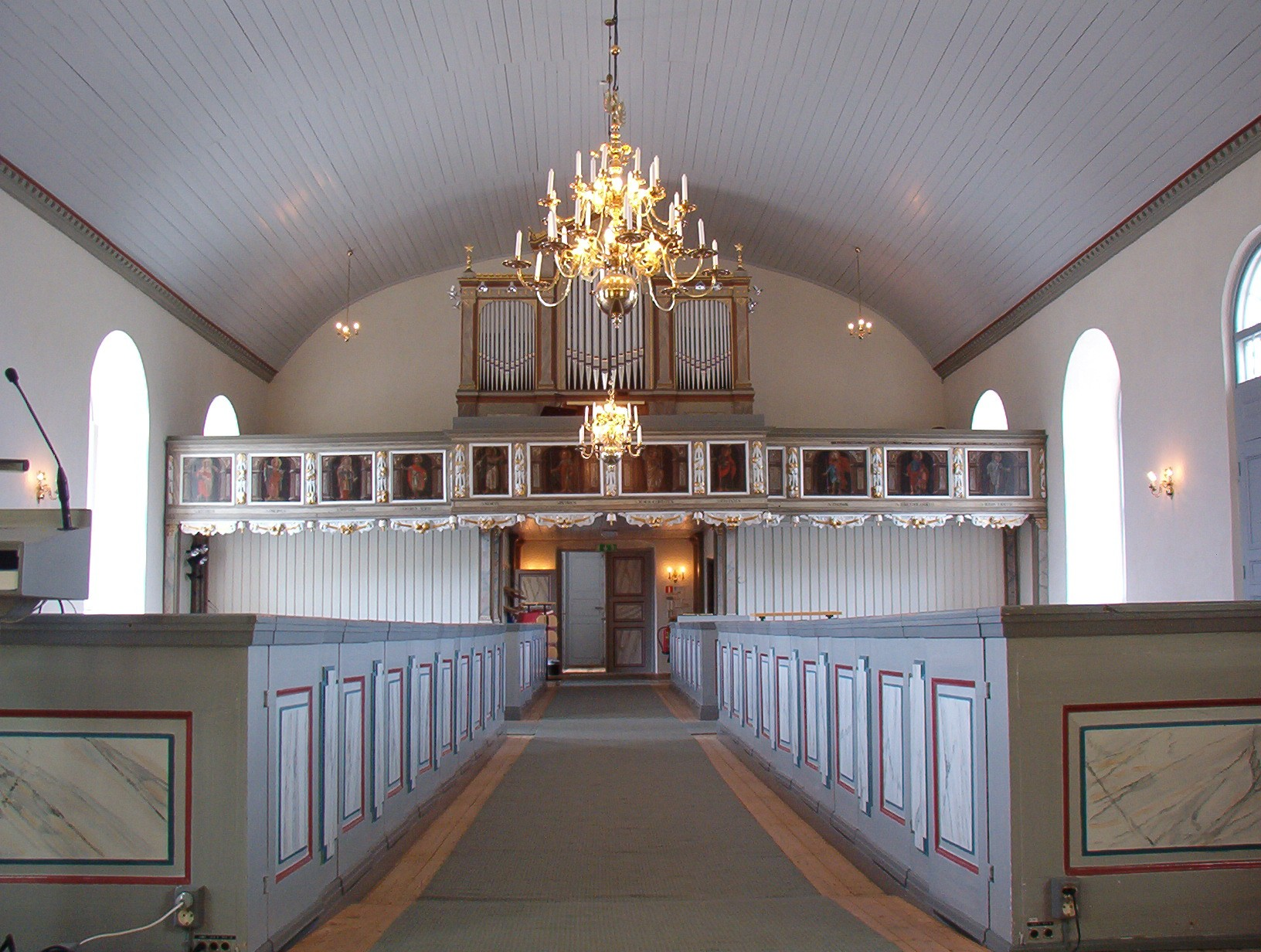
Kyrkorgeln